# 蓬江区
蓬江区是中国广东省江门市的市辖区，江门市政府所在地、蓬江区南部是江门市市区的核心区域，是江门市城市发展的源头，核心區域已逐漸向北部滨江新區轉移，包含市政府、市教育局、市體育局等多個機構，區人民政府駐建設二路。

## 历史
秦汉为番禺縣轄地。（ ＜新會鄉土志＞指秦漢時為四會縣地）三国后为新会县辖地。
1951年1月12日从新会县江门镇析置江门市，1977年新会县外海公社及荷塘公社的潮连岛并入江门市，
1984年正式设立江门市郊区，1985年2月東湖影劇院开業。1994年8月更名为蓬江区至今。

2002年新会市棠下、杜阮、荷塘三个镇并入江门市蓬江区 。
2004年，江门市蓬江区人民政府同意，蓬江区委办公室批复《关于环市街道办事处“村改居”成建制村设置社区居民委员会的批复》（蓬江委办函[2004]29号）批准设立。同年蓬江区多个自然村由村改为社区（如篁边村改篁边社区等）。
2006年，在蓬江區北面建設濱江新區，約138平方公里。濱江新區的西南面為國家高新區先進制造業江沙示範園區。
2022年2月7日，正在规划的荷塘旭升码头，广东省交通运输厅对该項目建设前的审批工作完成。

## 地理

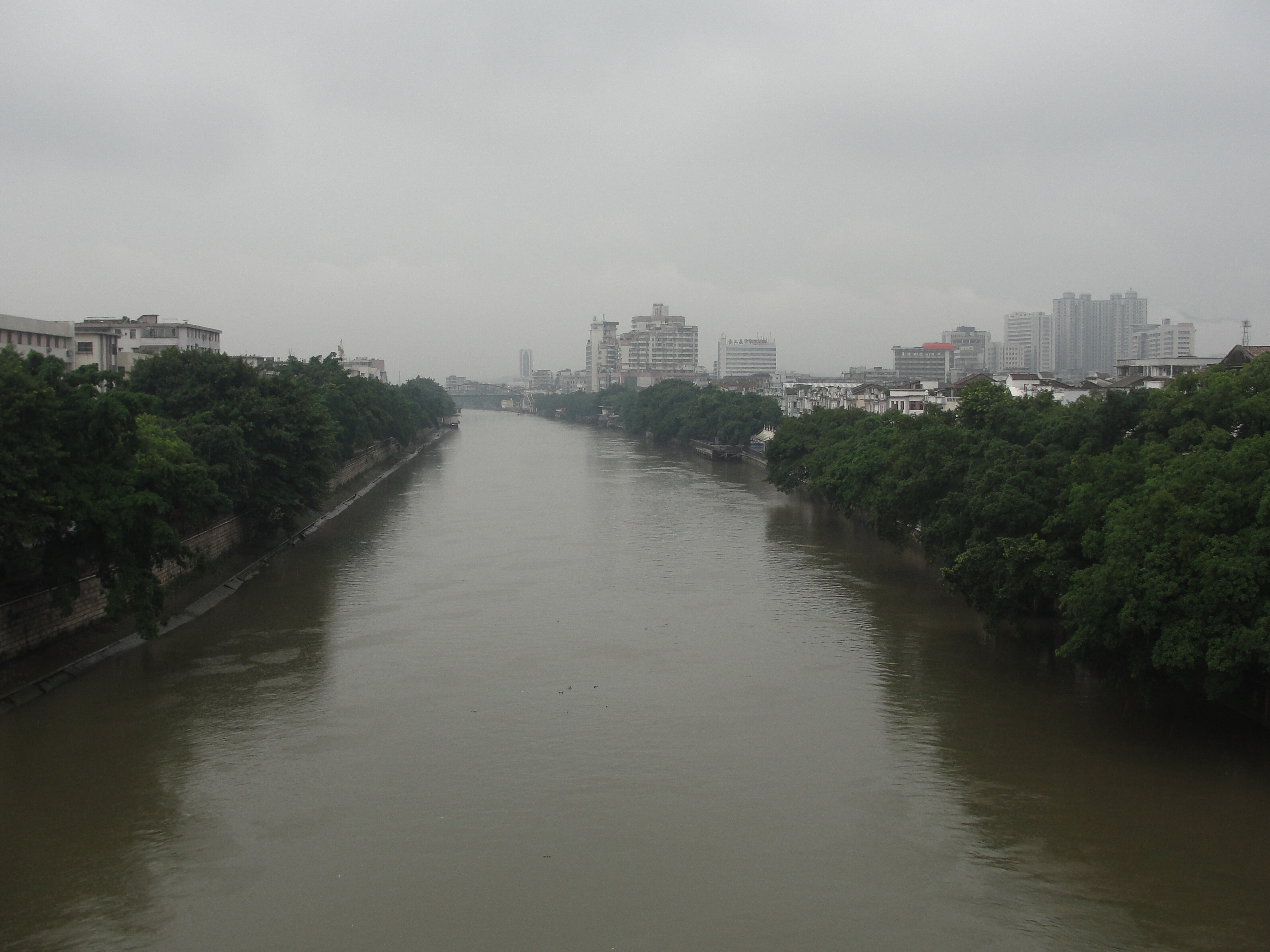
蓬江河

蓬江位於中國南部，珠江三角洲中西部，東部隔西江與顺德区、中山市相望，东南部隔江门河與江海區相望，南部叱石山与新会区接壤，西部與鹤山市接壤，北与南海区隔西江相望。潮連島為蓬江區最大島。

## 行政区划
蓬江区下辖3个街道办事处、3个镇：
白沙街道、潮连街道、环市街道、棠下镇、荷塘镇和杜阮镇。
| 名稱     | 面积（平方公里） | 户籍人口（人） | 政府驻地     | 居委會 | 村委會 |
| 环市街道 | 36.3             | 122,200        | 建设路57号   | 21     | 9      |
| 白沙街道 | 22.2             | 207,100        | 环市一路68号 | 53     | 3      |
| 潮连街道 | 12               | 13,500         | 潮连大道83号 | 7      | 0      |
| 棠下镇   | 131              | 79,300         | 棠下大道43号 | 1      | 23     |
| 荷塘镇   | 40               | 48,000         | 中兴路68号   | 1      | 13     |
| 杜阮镇   | 80.5             | 50,400         | 惠民路1号    | 2      | 20     |
| 合计     | 324.28           | 520,500        | 建设二路18号 | 83     | 56     |

另北面有一个功能片区-滨江新区。

## 人口
据官方资料统计，2019年，全区总面积323.7平方公里，常住人口77.27万。
2021年，蓬江區常住人口86.57萬人，比上年增加1.04萬人。户籍總人口53.33萬人，其中：男性人口25.99萬人；女性人口27.34萬人。

## 語言
市区通用粤语。在中老年人中与廣州話有些微差异的江门话也通行。现在青年一代受广州、香港媒体影响，渐渐普及標準粵語（广州话）。但区内仍有各色各样的粵語方言，例如环市街道的丹灶话、里村话、潮莲话、篁边话、棠下话等。

## 文化・教育

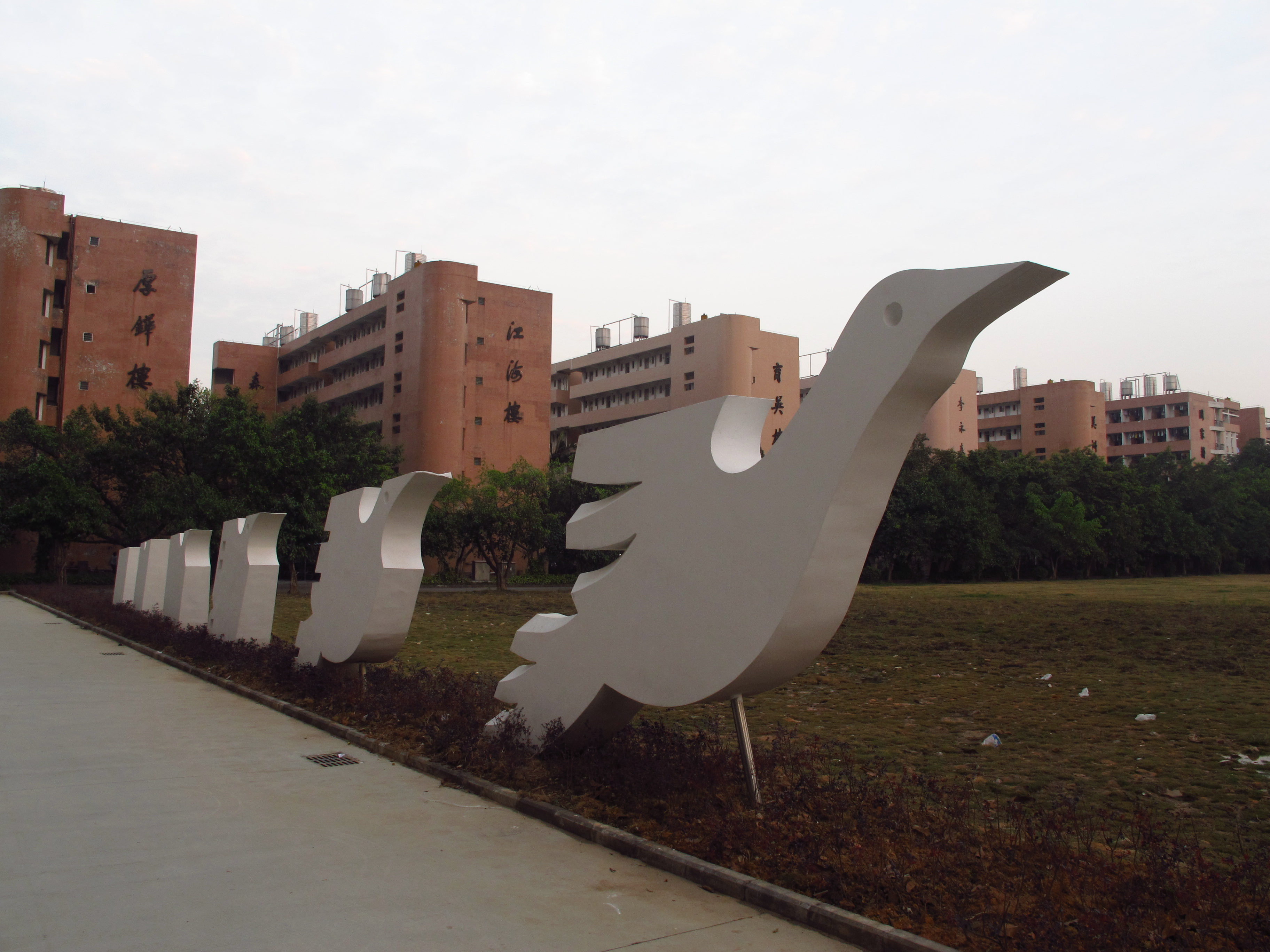
五邑大学校园

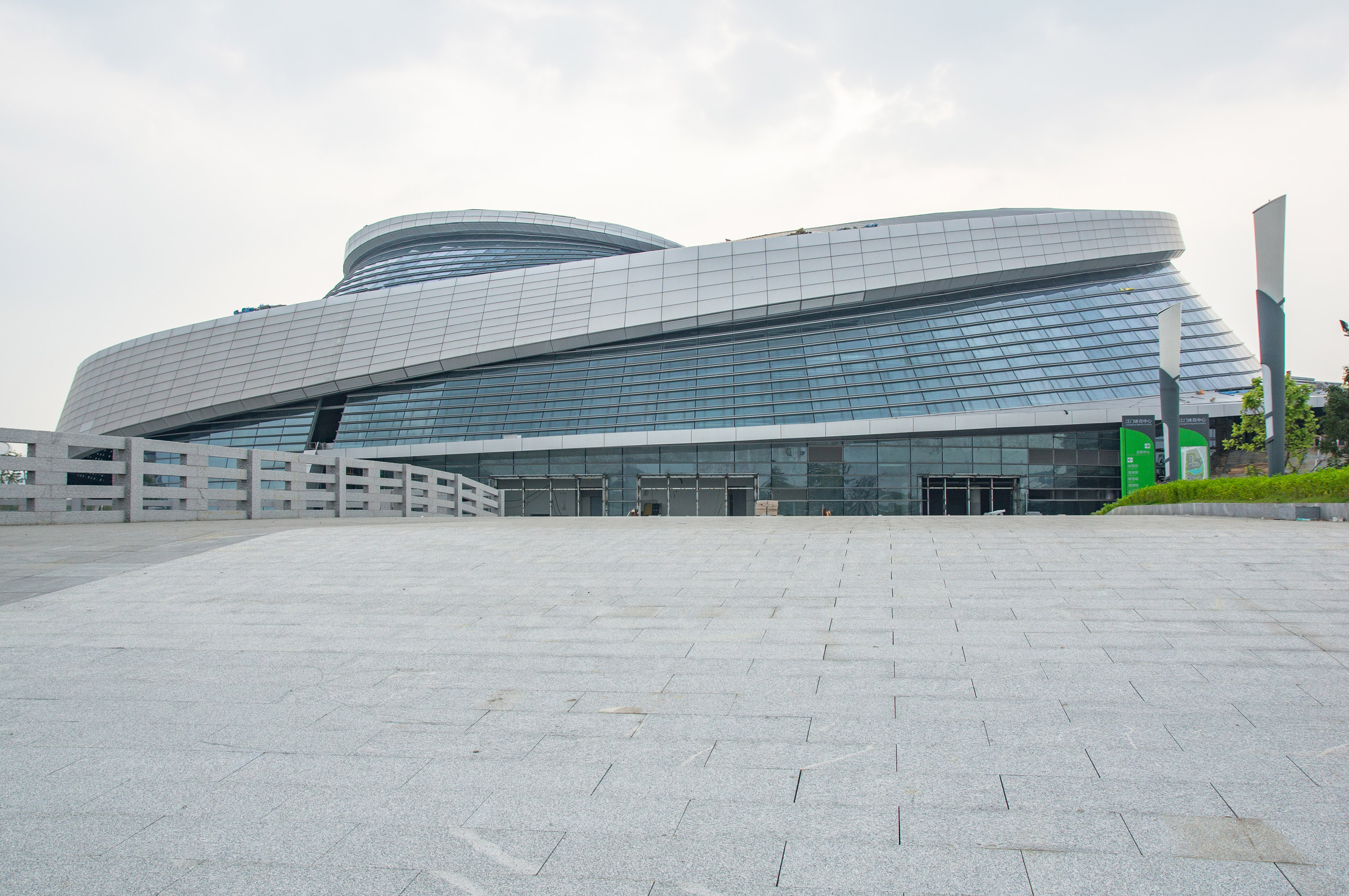
江门体育中心

1985年創立了該區的第一所大學
- 五邑大學
- 广东邮电职业技术学院

## 醫療
- 江門市中心醫院
- 江門市婦幼保健院

## 工業

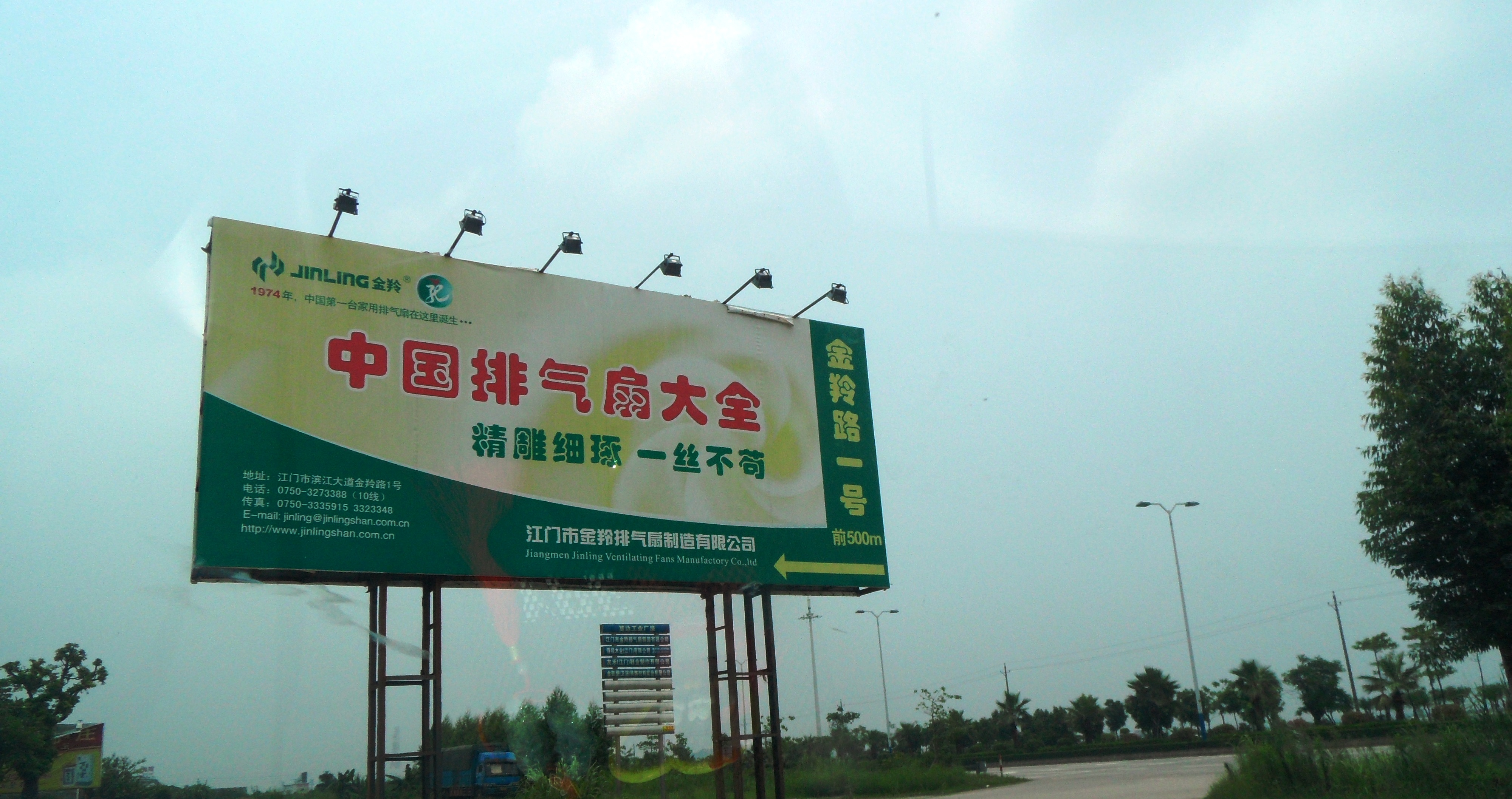
金羚

- 廣東海信電子有限公司
- 广东甘化科工股份有限公司
- 吉事多卫浴
- 安柏游艇制造有限公司
- 億滋國際
- 永华环保炼油厂
- 广东东睦新材料有限公司
- 欧佩德伺服电机节能系统有限公司
- 华润混凝土(江门)有限公司
- 豪爵控股有限公司
- 江門電池厰
- 金羚(排氣扇)電器廠
- 恒美卫浴有限公司
- 江门达能饼干有限公司
- 江門頂津食品有限公司
- 江門荷塘發電廠
- 江門農藥廠
- 嘉宝莉涂料(江門)有限公司
- 金川機電(江門)有限公司
- 江門润丰机电工程公司公司
- 江灣南光投資發展有限公司
- 江门宏都环保科技有限公司

### 云端/大數據/AI
- 中国科学院云计算中心
- 騰訊雲（江門人才島）產業生態基地
- 省科學院江門產業技術研究院
- 中德（江门）人工智能研究院
- 国家超级计算广州中心
  - 国家超级计算广州中心江门分中心

## 主要商業區

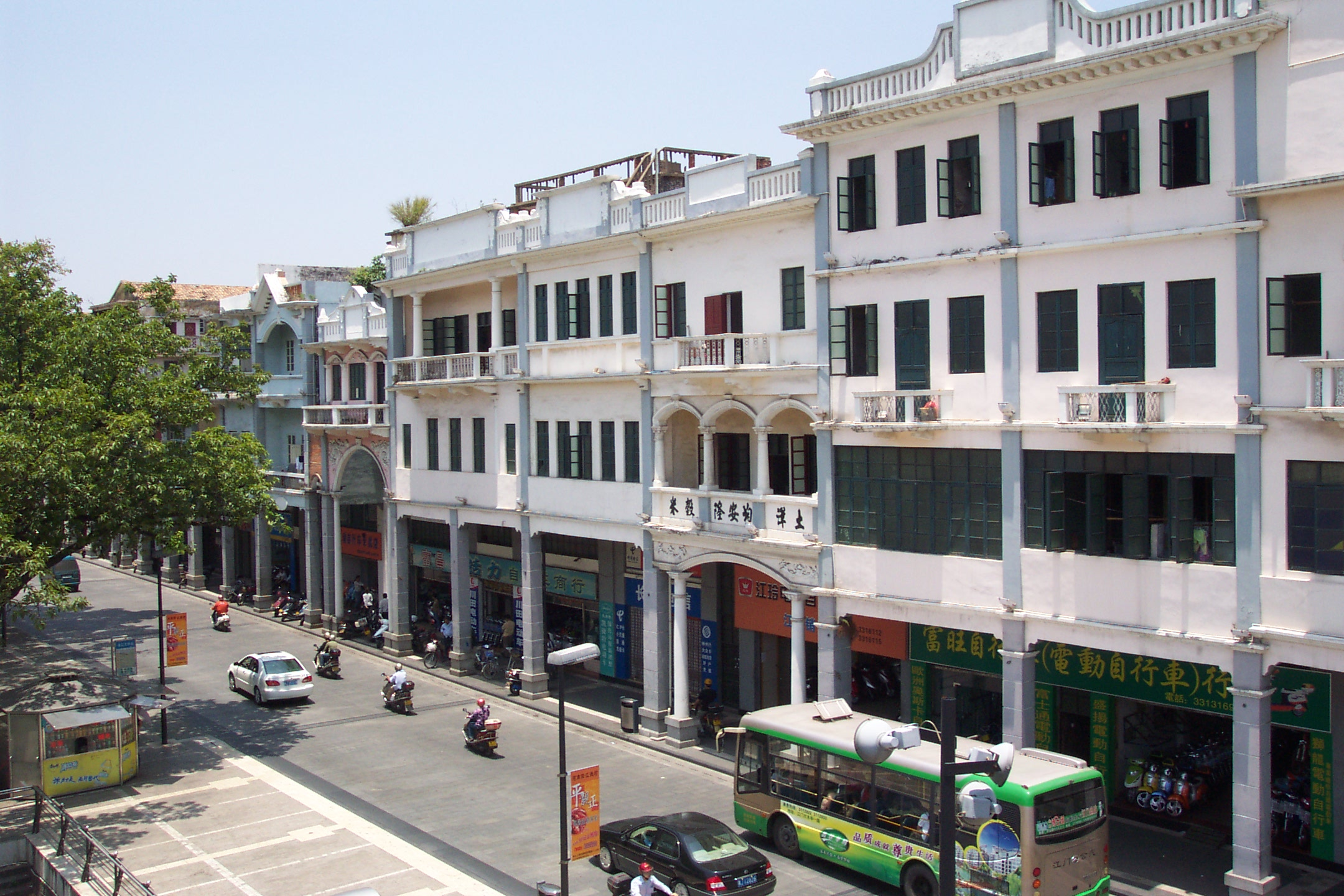
舊城區

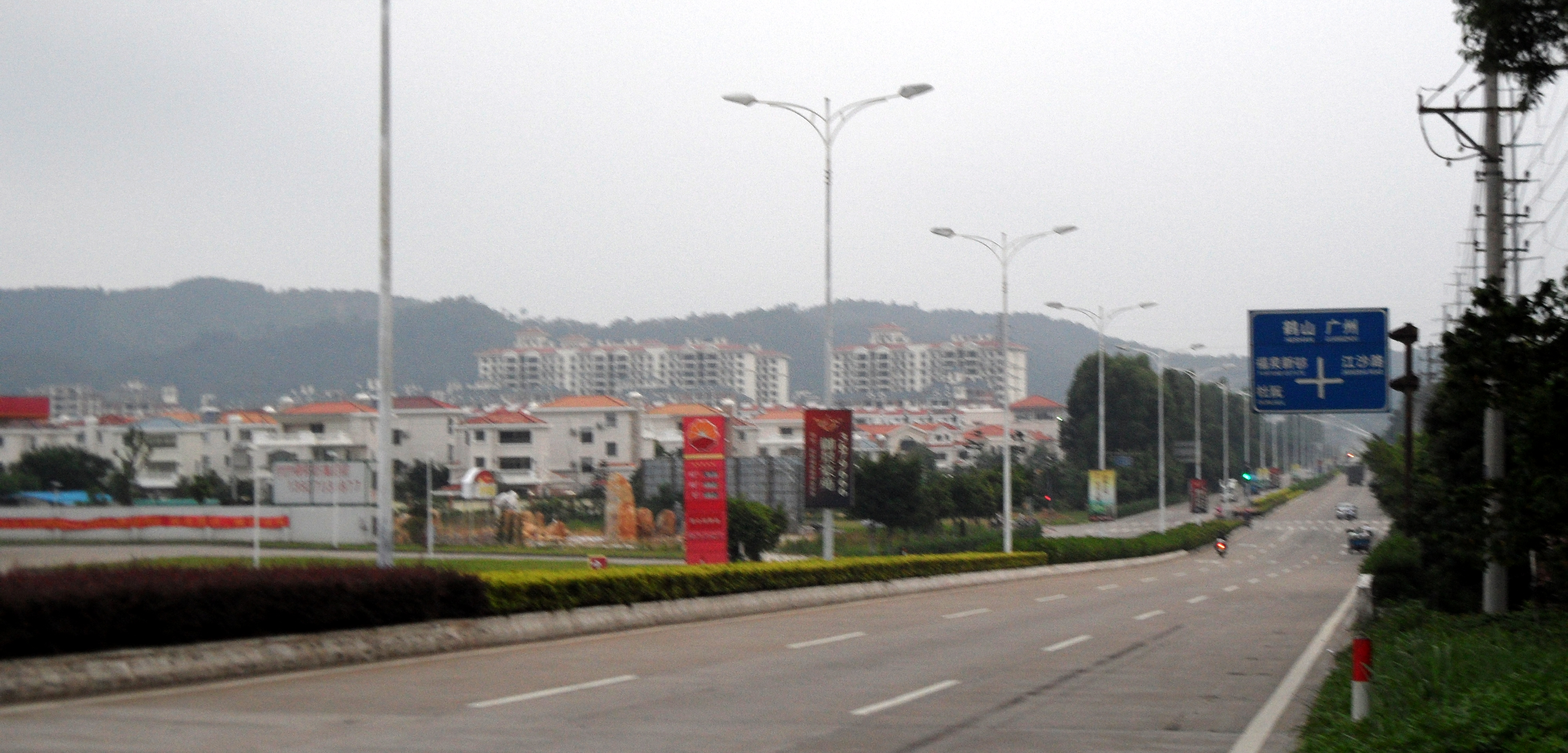
Pengjiang,_Jiangmen,_Guangdong,_China_-_panoramio_(2)

- 地王廣場
- 常安路步行街
- 江門益華百貨
- 匯悅·大融城
- 江門萬達廣場
- 新之城
- 滨江新区CBD
- 廣東珠西國際會展中心

## 交通

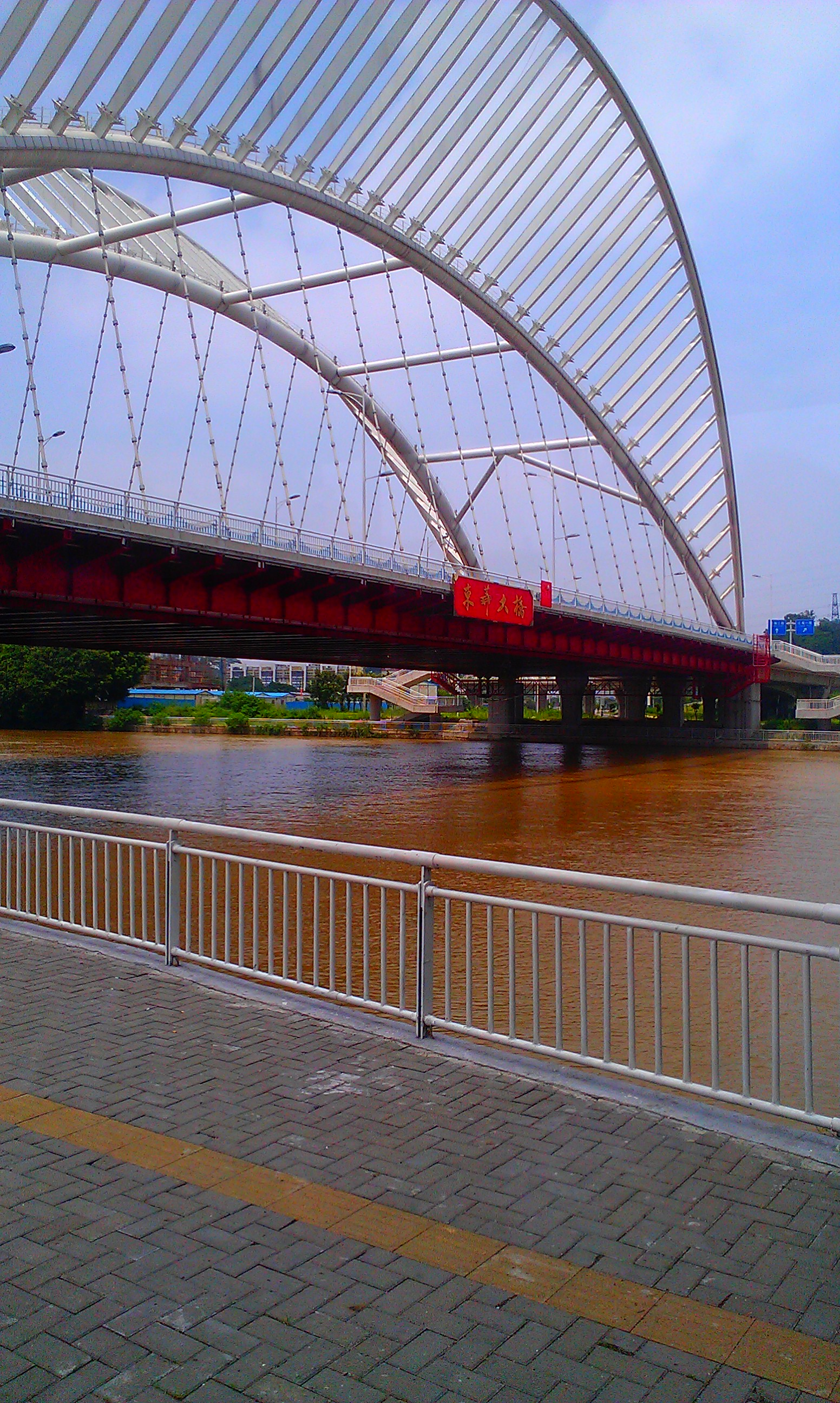
江門市東華大橋，2012年落成，連接江海及蓬江區。

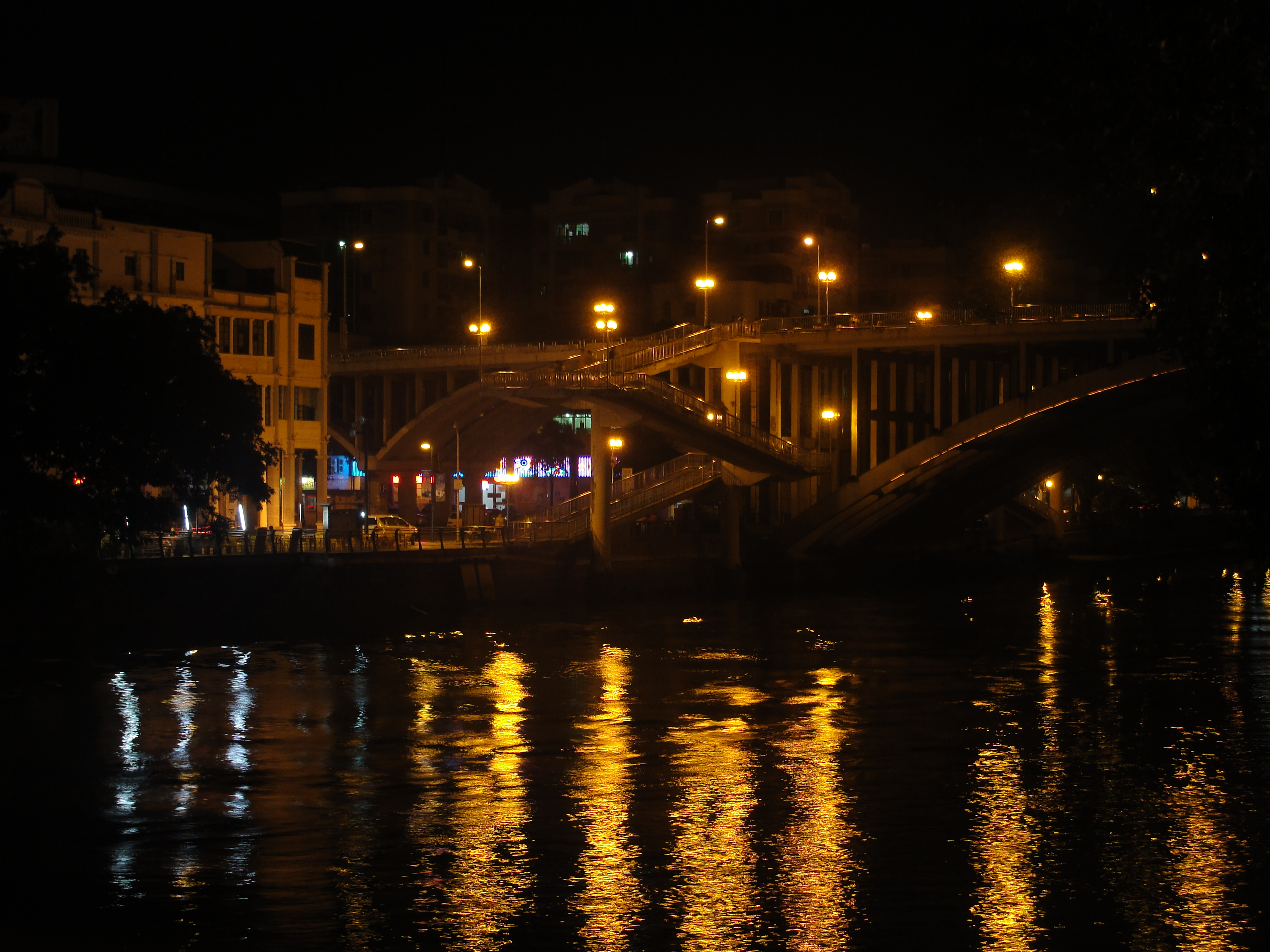
江門市蓬江大橋，建于1974年，連接启明里国家旅遊休闲街区及国家高新技术开发区。

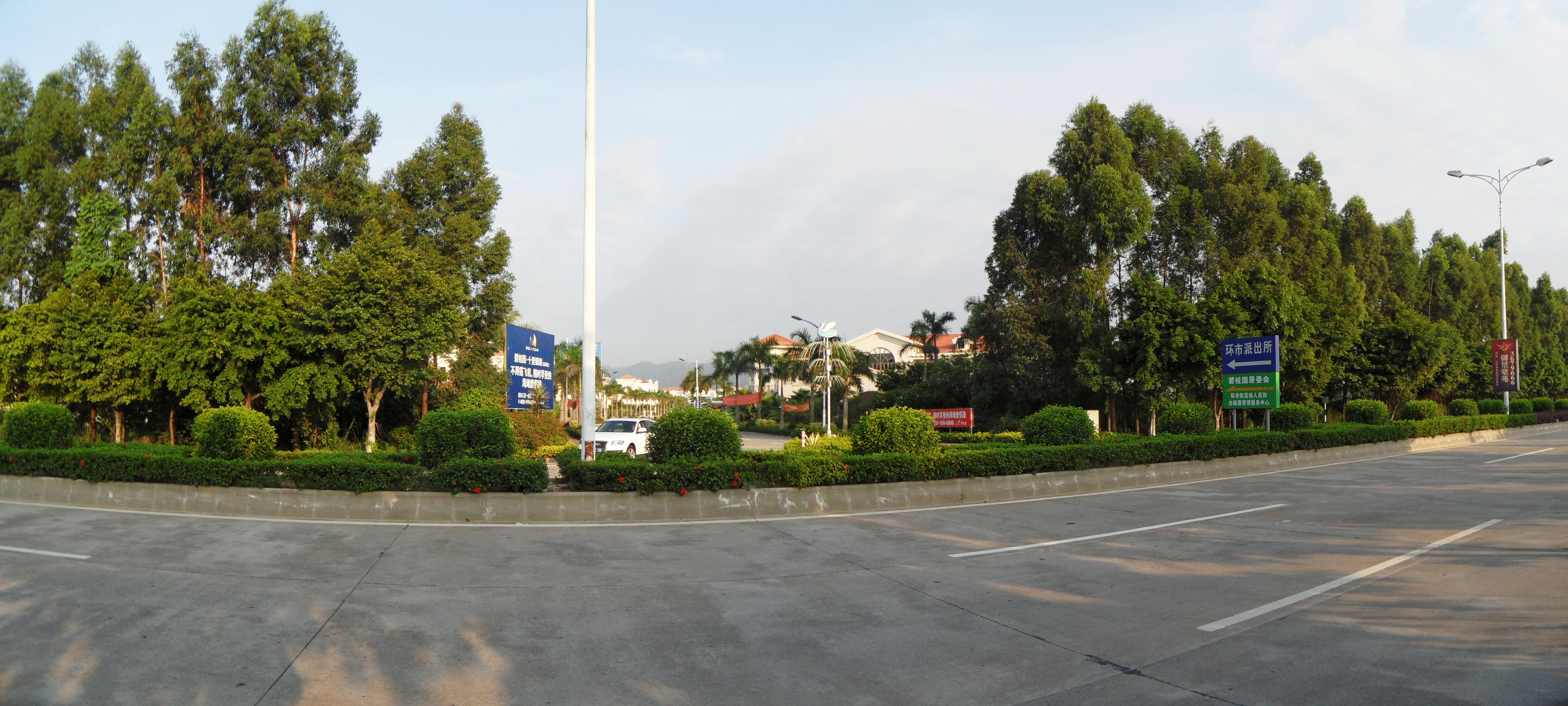
江门大道（原西环路）

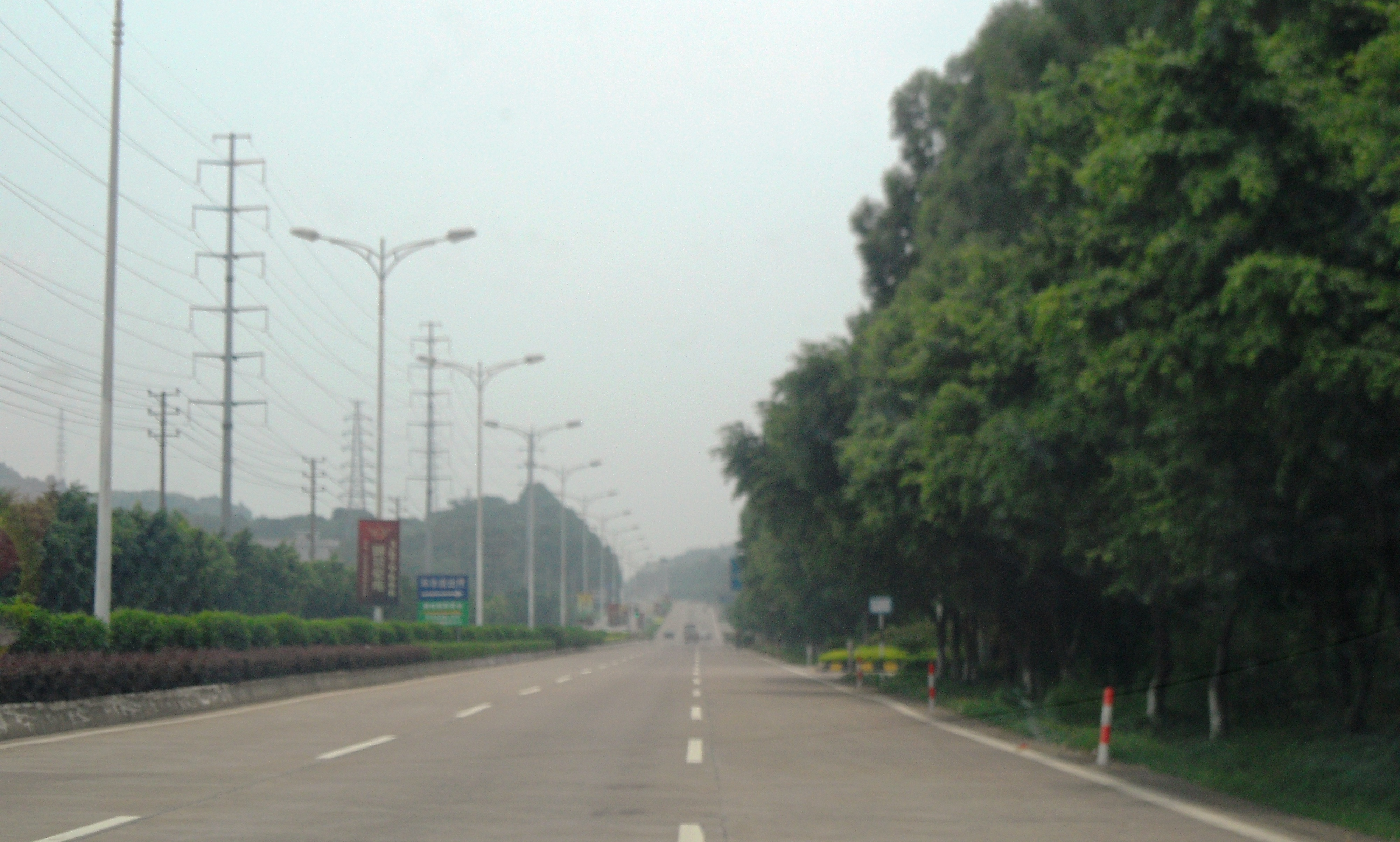
江门大道

蓬江區是貫通江門五邑、連線全省的高速鐵路綱、高速公路網和等級公裏網的樞紐地帶，是即將興建的珠江三角洲城際快速軌道的直接輻射區域。南沙港鐵路、珠肇高速鐵路的直接輻射區域。區內有國家一類港口高沙港，另距離國家一類港口新會港僅20分鍾車程，周邊100多公裏範圍內有廣州、深圳、珠海、香港、澳門等5個機場。

### 航空
- 广东启行通用航空有限公司机场

### 高速公路
- 珠三角環線高速
- 江鹤高速公路
- 江珠高速公路
- 中江高速公路
- 江肇高速公路
- 广中江高速
- 佛江高速公路
- 銀洲湖高速公路

### 省道
- 270省道
- 272省道
- 江會路
- 江门大道

### 县道
- 523县道
- 538县道

### 大橋
- 江門大橋
- 潮連大橋
- 東華大橋
- 胜利大桥
- 禮樂大橋
- 濱江大橋
- 蓬江大橋
- 北街大橋
- 棠下西江铁路大桥

### 隧道
- 鵝公山隧道
- 鳳凰山隧道

### 軌道
- 廣珠鐵路
- 廣珠城際
- 珠肇高速鐵路
- 廣佛江珠城際
- 深湛高速鐵路江湛段
- 南沙港鐵路棠下站

## 风景名胜

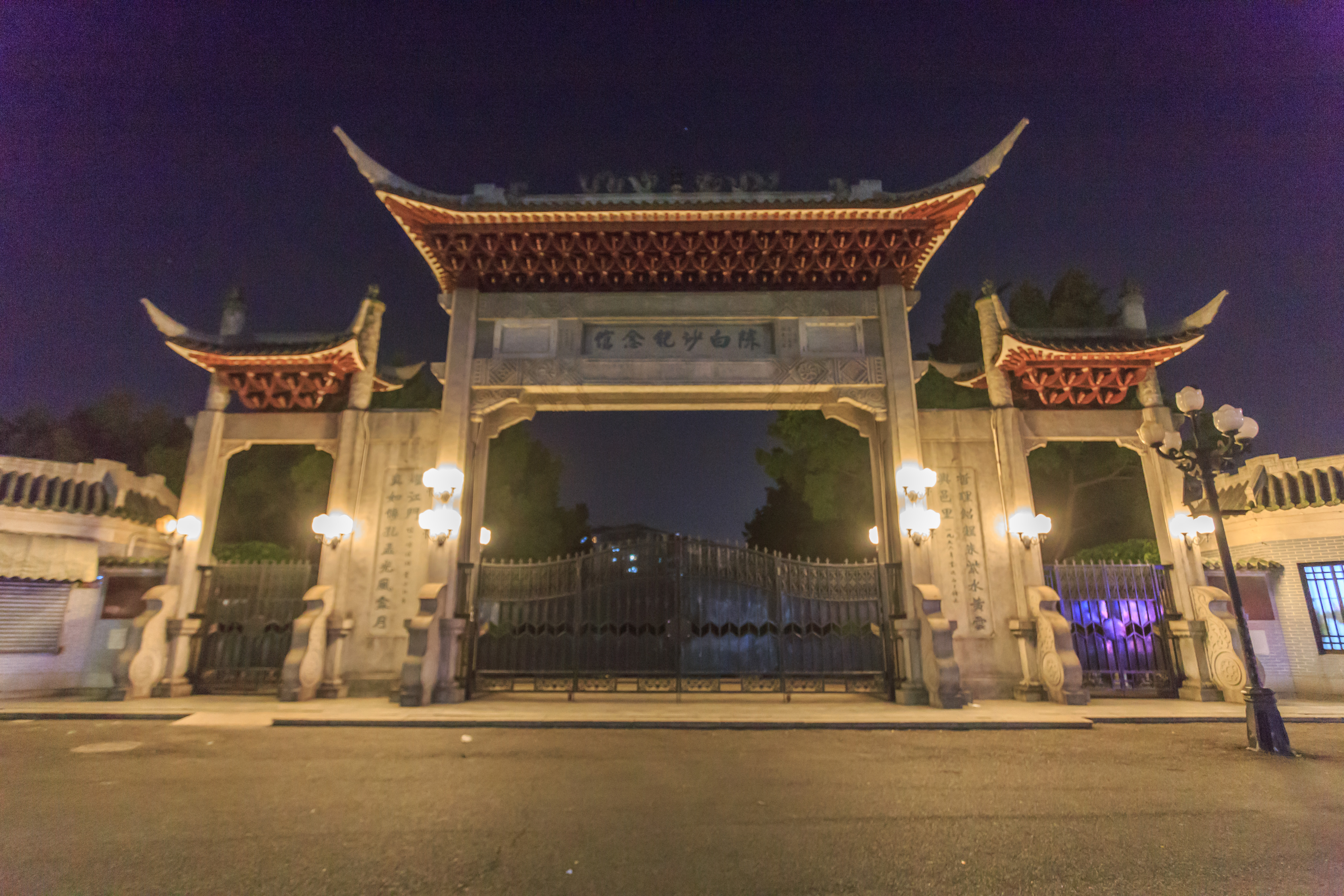
陈白沙纪念馆

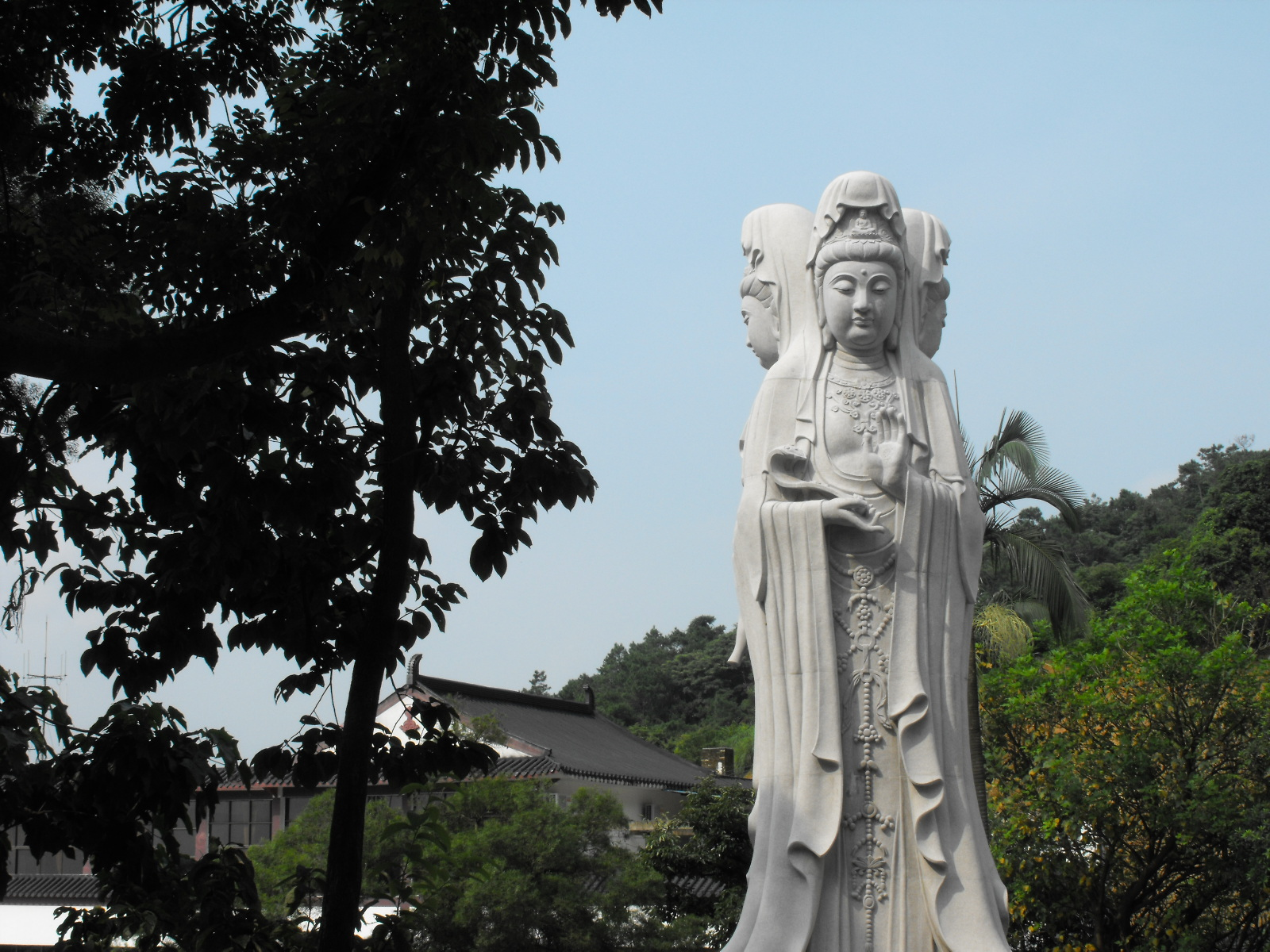
叱石山上的观音像

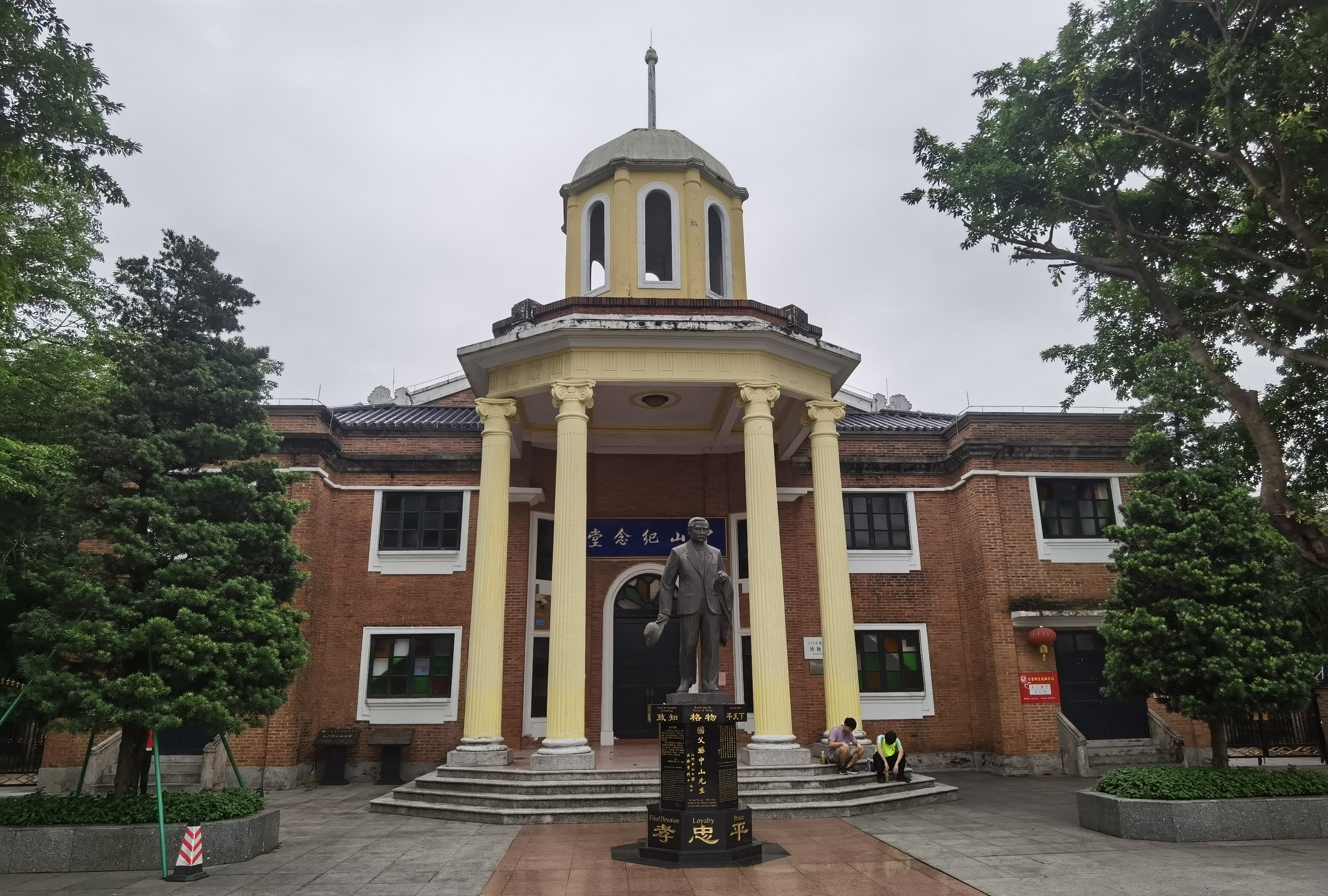
江门中山公园

- 启明里国家旅游休闲街区
- 圆山湖公园
- 江門中山紀念堂
- 叱石山
- 凤飞云度假区
- 珠西會議展覽中心
- 席帽山森林公園
- 龙舟山公園
- 特成沙公園
- 五邑华僑廣場
- 滨江艺术公园
- 叱石寺大雄寶殿
- 江门中山公园
- 公坑寺/天成寺
- 弓田濕地
- 陈白沙祠/陈白沙纪念馆
- 盧氏宗祠
- 潮連洪聖殿
- 潮連沙灘公園
- 豸岗珍珠海滩
- 釣台故址
- 陈白沙墓
- 良溪羅氏大宗祠
- 南名謝公祠
- 江門海關舊址
- 新寧鐵路北街站舊址
- 圭峰山北-叱石摩崖石刻碑刻